# Shushila Likmabam
Shushila Devi Likmabam, född 1 februari 1995, är en indisk judoutövare.
Likmabam tävlade för Indien vid olympiska sommarspelen 2020 i Tokyo. Hon blev utslagen i den första omgången i extra lättvikt mot Éva Csernoviczki.